# Vasco Live 2024
Vasco Live 2024 (denominato anche Vasco Live Giugno_024) è stata una tourneé del cantautore italiano Vasco Rossi, tenuta nel mese di giugno 2024.
Si è svolta negli stadi di Milano e Bari, con una data zero a Bibione preceduta dal solito soundcheck la sera precedente.
In questo tour Vasco ha toccato il record di 7 date allo stadio San Siro.
Gli spettatori che hanno assistito alle varie date sono stati oltre 600.000, facendo registrare sold out ad ogni serata.

## Le date
| Data           | Città   | Luogo                  | Note       |
| -------------- | ------- | ---------------------- | ---------- |
| 1 giugno 2024  | Bibione | Stadio Comunale        | soundcheck |
| 2 giugno 2024  | Bibione | Stadio Comunale        | 30000      |
| 7 giugno 2024  | Milano  | Stadio Giuseppe Meazza | 56780      |
| 8 giugno 2024  | Milano  | Stadio Giuseppe Meazza | 56720      |
| 11 giugno 2024 | Milano  | Stadio Giuseppe Meazza | 56780      |
| 12 giugno 2024 | Milano  | Stadio Giuseppe Meazza | 56780      |
| 15 giugno 2024 | Milano  | Stadio Giuseppe Meazza | 56780      |
| 19 giugno 2024 | Milano  | Stadio Giuseppe Meazza | 56780      |
| 20 giugno 2024 | Milano  | Stadio Giuseppe Meazza | 56780      |
| 25 giugno 2024 | Bari    | Stadio San Nicola      | 50000      |
| 26 giugno 2024 | Bari    | Stadio San Nicola      | 50000      |
| 29 giugno 2024 | Bari    | Stadio San Nicola      | 50000      |
| 30 giugno 2024 | Bari    | Stadio San Nicola      | 50000      |

## La scaletta
In questo tour è stato eseguito per la prima volta il singolo Gli sbagli che fai, tratto dalla colonna sonora della miniserie Netflix Vasco Rossi - Il Supervissuto. Inoltre sono rientrati in scaletta pezzi come Basta poco, Come stai, Vivere senza te, la storica Jenny è pazza e Vuoi star ferma! ( mai eseguita in concerto precedentemente)
1. Blasco Rossi
2. Asilo Republic
3. Gli spari sopra
4. Gli sbagli che fai
5. Quanti anni hai
6. Come stai
7. Vivere senza te
8. Bollicine
9. Jenny è pazza
10. Sally
11. Domenica lunatica
12. Interludio 2024 / Echo Lake
13. Un gran bel film
14. La fine del millennio
15. Gli angeli
16. Basta poco
17. C'è chi dice no
18. Medley : La strega (la diva del sabato sera) / Cosa vuoi da me / Vuoi star ferma! / Tu vuoi da me qualcosa / Occhi blu / Incredibile romantica / Ridere di te
19. Rewind
20. Il mondo che vorrei
21. Intro
22. Dillo alla Luna
23. Se ti potessi dire
24. Siamo solo noi + presentazione band
25. Vita spericolata
26. Canzone
27. Albachiara